# Ixora malacophylla
Ixora malacophylla là một loài thực vật có hoa trong họ Thiến thảo. Loài này được Drake mô tả khoa học đầu tiên năm 1897.